# Stefano Rodotà
Pour les articles homonymes, voir Rodotà.
Stefano Rodotà, né le 30 mai 1933 à Cosenza et mort le 23 juin 2017 à Rome, est un juriste et parlementaire Italien issu de la minorité historique albanaise.

## Biographie
Licencié en droit à l'université La Sapienza de Rome en 1955, Stefano Rodotà y enseigne le droit civil en sa qualité de professeur émérite.

### Cadre de la gauche italienne
Député de 1979 à 1994 pour Catanzaro puis Florence, siégeant sur les bancs de la Gauche indépendante, Stefano Rodotà fut, brièvement vice-président de la Chambre des députés ; c'est en cette qualité qu'il présida, le 28 mai 1992, la cérémonie d'investiture du président de la République élu, Oscar Luigi Scalfaro. Parallèlement, il siégea au Parlement européen, durant la IVe législature, de 1989 à 1994.
En 1997, il prend la présidence de l'Autorité garante de la protection des données, et conserve cette charge jusqu'en 2005, date à partir de laquelle il se met en retrait du débat public.
En mars 2013, à la suite d'un scrutin parlementaire ayant constitué un blocage politique pour l'Italie car n'ayant fait apparaître aucune majorité claire, Rodotà appela de ses vœux, dans une tribune publiée par le journal de gauche L'Unità, à une « réactualisation ferme de la morale publique », sans laquelle « une colère née de la disparition de l'éthique publique [durant ces élections] » pourrait s'accroître.

### Candidat à la présidence de la République

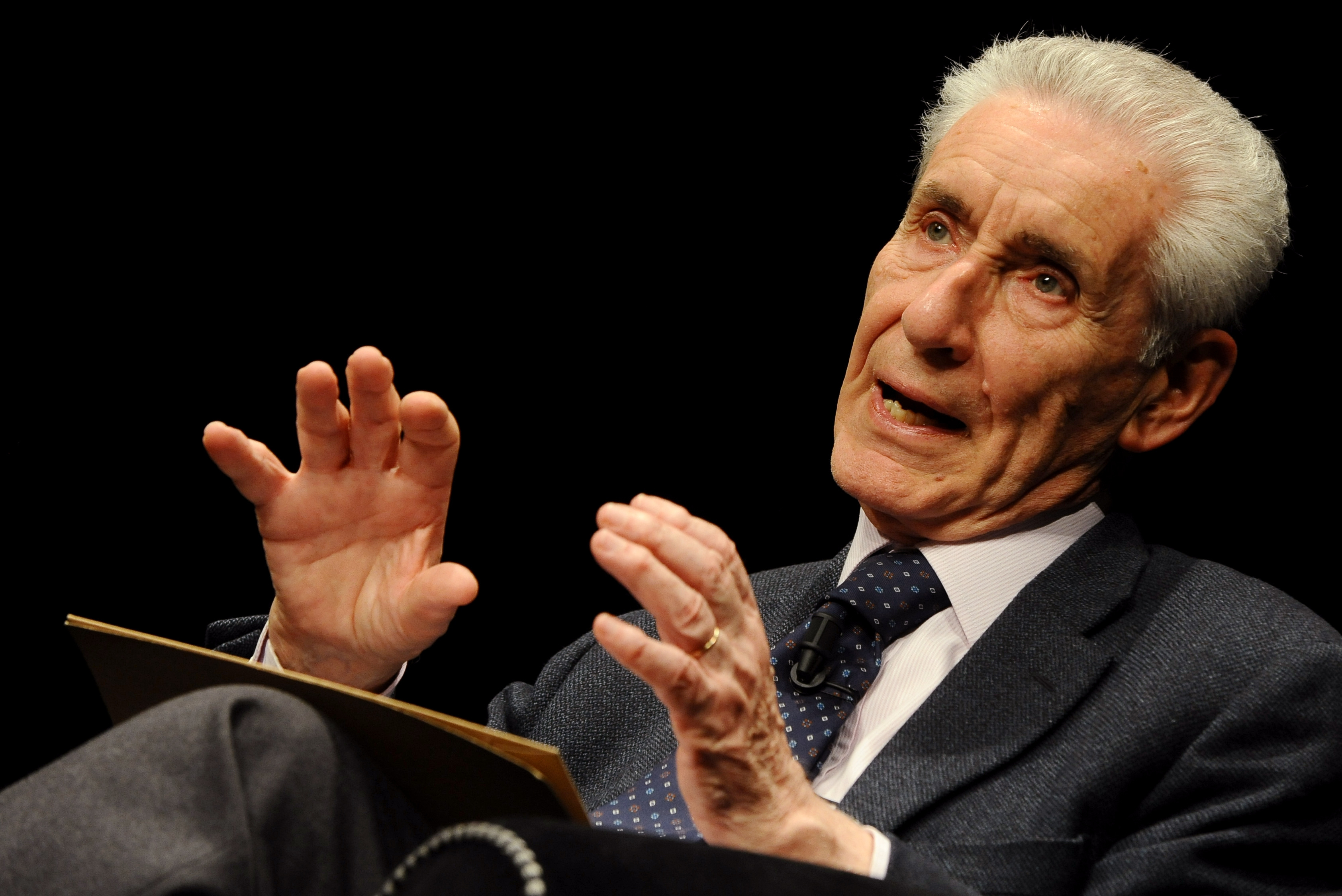
Stefano Rodotà en 2013.

Après la renonciation de Milena Gabanelli et Gino Strada, tous deux choisis dans un premier temps par les militants du Mouvement 5 étoiles de Beppe Grillo, ce dernier annonce que sa formation compte soutenir la candidature de Stefano Rodotà à l'élection présidentielle italienne du 18 avril 2013, au cours de laquelle il obtient 240 voix lors du premier tour, chiffre supérieur au nombre de parlementaires du M5S qui soutiennent sa candidature. Il obtient 230 voix lors du second tour de scrutin, à l'issue duquel il termine premier, et 250 voix au 3e tour, très loin devant Massimo D'Alema 33 et Romano Prodi 22 (mais ce dernier est le candidat pressenti du Parti démocrate), puis au quatrième tour de scrutin, au cours duquel il obtient 213 voix, derrière les 395 voix de Prodi. Il est finalement vaincu par le président de la République sortant, Giorgio Napolitano, élu par 738 grands électeurs, Rodotà ayant, quant à lui, recueilli 217 suffrages.
La réélection du chef de l'État sortant se trouvant être contestée par le meneur du Mouvement 5 étoiles, Beppe Grillo, Stefano Rodotà, qui rejeta vivement les termes de Grillo, celui-ci évoquant « un coup d'État », félicita le président Napolitano pour sa réélection.

### Famille
Son frère, Antonio Rodotà (1935-2006), a dirigé l'Agence spatiale européenne.

## Ouvrages et essais
- en français, Colloque : les libertés à l'épreuve de l'Informatique de Félix Paoletti, Stefano Rodotà, Robert Panico et Julien Mattern (éditions L'Harmattan, 12 octobre 2011)
- La démocratie électronique, de nouveaux concepts et expériences politiques. (1999)

## Distinction
En 2005, l'université Montaigne-Bordeaux-III le nomme docteur honoris causa.